# Scytalopus perijanus
Scytalopus perijanus (лат.) — вид воробьиных птиц из семейства топаколовые. Эндемик горного хребта Сьерра-де-Периха на границе Колумбии и Венесуэлы. Этот район известен значительным количеством видов, которые не встречаются больше нигде в мире.

## Описание
Небольшая птица длиной 10-12 см и весом 17-18 г. Клюв в среднем 6.8 мм длиной. Оперение в серо-коричневой гамме. На затылке есть коричневое пятно. Верхняя часть хвоста коричневая, а низ слегка полосатый. Спина птицы полосатая красновато-коричневого цвета, а горло, грудь и брюшко — серо-белые. Нижняя часть живота и бока желтовато-коричневые. Радужка — тёмно-коричневая. Самцы отличаются от самок менее заметными коричневыми пятнами на затылке, а нижняя часть груди имеет бледно- охристый цвет. Ноги коричневые сзади и беловатые спереди. Молодые птицы имеют желтоватый окрас с полосатыми коричневыми боками.

## Биология
Птицы ведут скрытный образ жизни и их сложно наблюдать. Об их диете известно мало, но изучение содержимого желудков семи особей выявило, что они питались исключительно насекомыми.

### Размножение
Мало что известно о размножении этого вида, но считается, что гнездится в период с апреля по июль. Этот вид строит свои шаровидные гнёзда в подземных полостях диаметром около 12 см и высотой около 14,5 см, выстланных мхами, травами и корнями растений вокруг центрального пространства. Доступ к гнёздам осуществляется через короткий туннель глубиной 10 см.